# Ezüstfejű sármány
Az ezüstfejű sármány (Emberiza stewarti) a madarak osztályának verébalakúak (Passeriformes) rendjébe és a sármányfélék (Emberizidae) családjába tartozó faj.

## Rendszerezése
A fajt Edward Blyth angol zoológus írta le 1854-ben, a Euspiza nembe Euspiza stewarti néven.

## Előfordulása
Afganisztán, az Egyesült Arab Emírségek, India, Irán, Kazahsztán, Kirgizisztán, Nepál, Pakisztán, Tádzsikisztán, Türkmenisztán és Üzbegisztán területén honos. Természetes élőhelyei a tűlevelű erdők, mérsékelt övi erdők és cserjések, sziklás környezetben. Vonuló faj.

## Megjelenése
Testhossza 15 centiméter, testtömege 13-21 gramm.

## Természetvédelmi helyzete
Az elterjedési területe rendkívül nagy, egyedszáma pedig stabil. A Természetvédelmi Világszövetség Vörös listáján nem fenyegetett fajként szerepel.